# Šťavnatka drvopleňová
Šťavnatka drvopleňová (Hygrophorus cossus) je druh houby z čeledi šťavnatkovité (Hygrophoraceae).

## Znaky
Klobouk je 2–10 cm široký, v mládí polokulovitý, později klenutý se zavinutým okrajem až ploše rozložený, přičemž vyniká tupý středový hrbolek. Pokožka je slizká, bílá až krémová, na středu nažloutlá.
Lupeny jsou bílé až žlutavé, u třeně sbíhavé, na klobouku poměrně řídce uspořádané. U mladých plodniček je hymenofor zahalený slizovitou blankou. Výtrusný prach je bílý.
Třeň je 3–5 cm dlouhý, oslizlý, jemně vláknitý, bílý až žlutavý, báze okrová, horní část je vločkatá. Ve vlhkém prostředí bývá povrch pokrytý bezbarvými kapičkami.
Bílá až nažloutlá dužnina svou silnou vůní připomíná octový zápach larev drvopleně obecného, chuťově mírná, hořká až palčivá.

## Užití
Jedlý druh.

## Ekologie
Od srpna do října roste hojně v listnatých lesích. Ze stromů preferuje dub a buk.

## Rozšíření
Výskyt druhu byl popsán v oblastech Severní Ameriky, Evropy, Blízkého východu, severní Afriky a Ruska.

## Galerie

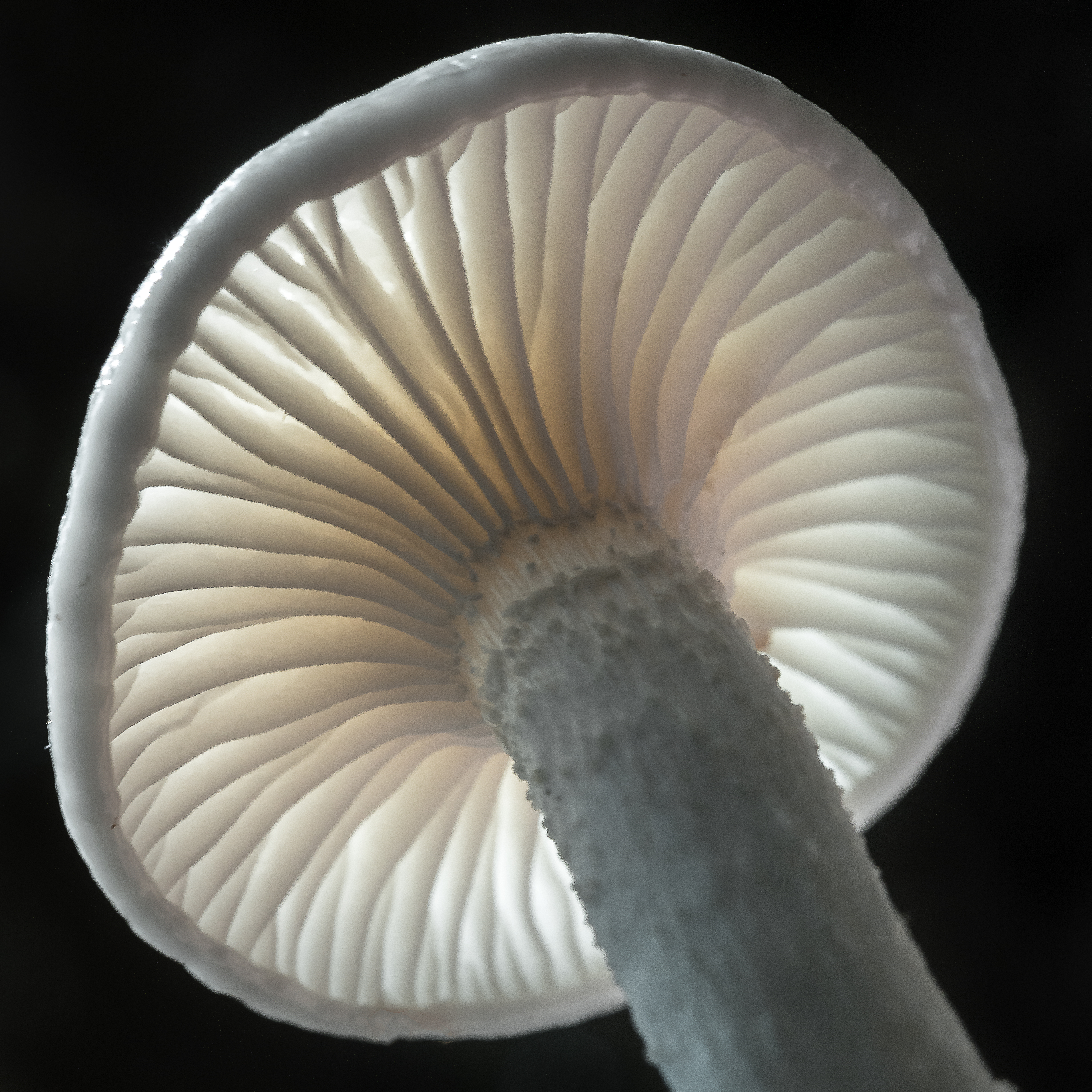
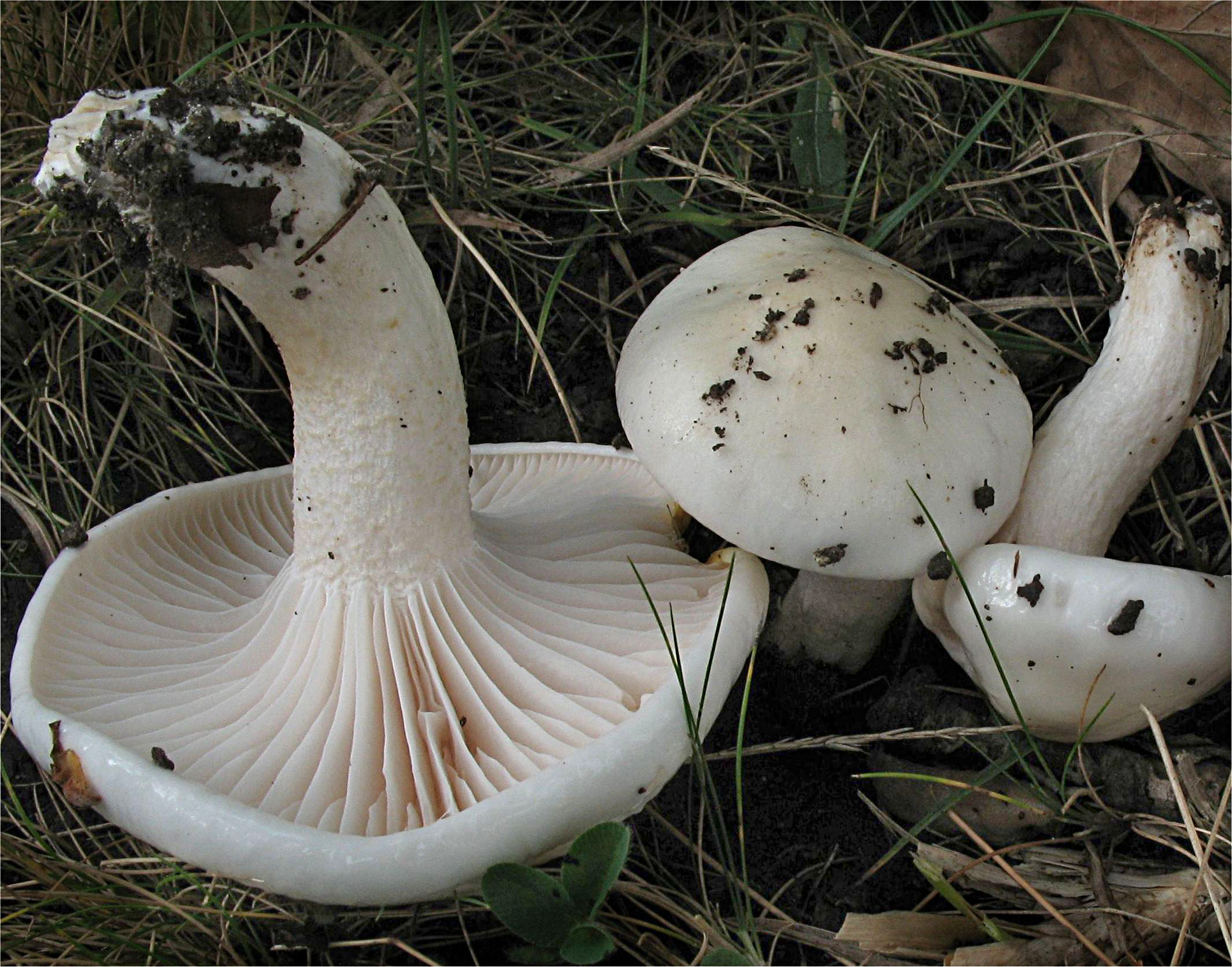
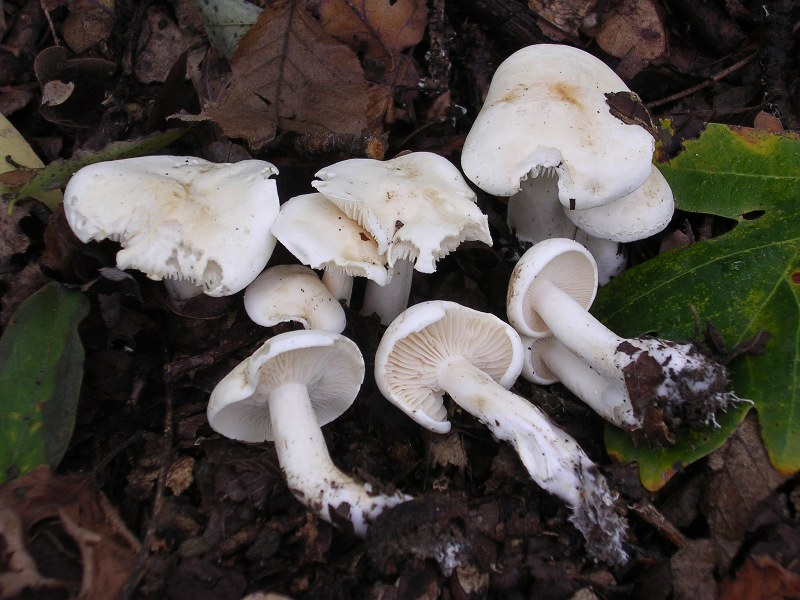
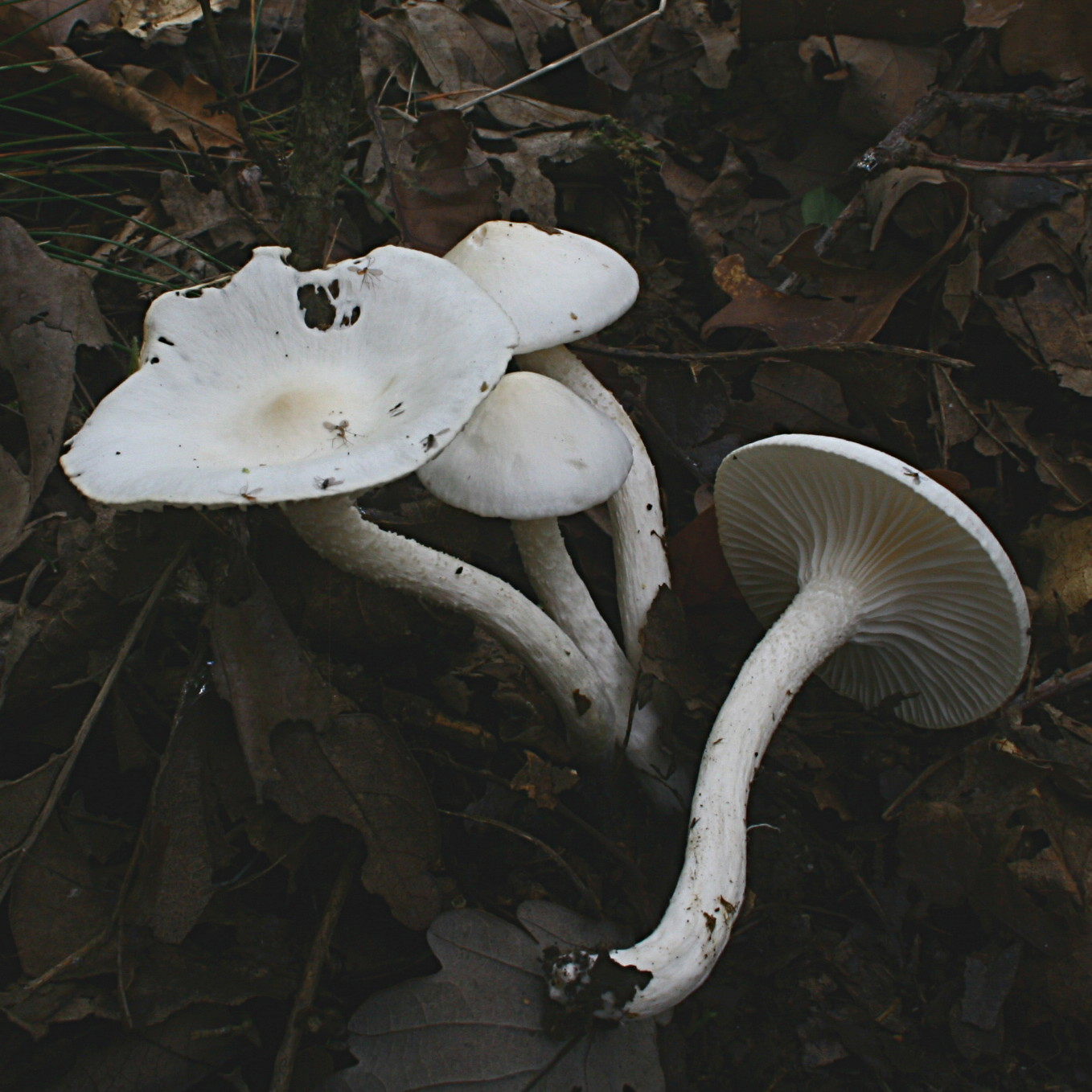
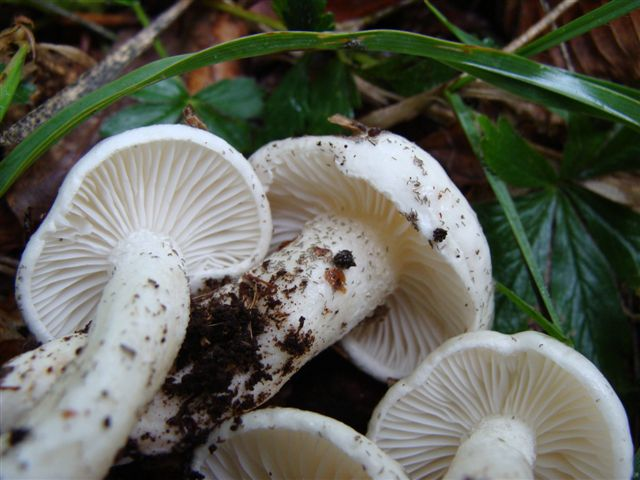

## Možnost záměny
- Šťavnatka slonovinová (Hygrophorus eburneus)
- Šťavnatka smrková (Hygrophorus piceae)
- Šťavnatka rezavějící (Hygrophorus discoxanthus)
- Voskovka panenská (Hygrocybe virginea)
- Šťavnatka Hedrychova (Hygrophorus hedrychii)